# Souvenir (Eric Johnson)
Souvenir è un album di Eric Johnson, pubblicato nel 2002.
Il suo acquisto era possibile esclusivamente tramite il sito web di Johnson.

## Tracce
1. Get to Go – 4:47
2. Space of Clouds – 2:49
3. Paperback Writer (John Lennon, Paul McCartney) – 4:06
4. Forever Yours – 4:12
5. Hard Times – 3:00
6. Climbing from Inside – 3:31
7. I'm Finding You – 4:25
8. Paladin – 3:08
9. Fanfare One – 1:58
10. Virginia – 4:12
11. A Memory I Have – 2:47
12. Dusty – 1:23